# سیدنبولنتین
سیدنبولنتین (به آلمانی: Siedenbollentin) یک شهر در آلمان است که در مکلنبورگیشه زنپلاته واقع شده‌است. سیدنبولنتین ۶۷۱ نفر جمعیت دارد.